# Mourning Dawn
Mourning Dawn est un groupe français de doom et black metal, originaire de Paris, en Île-de-France. Mourning Dawn est formé en 2002 comme one-man band par Laurent (Pokemonslaughter). Dès octobre 2005, Mourning Dawn devient un groupe à part entière avec l'arrivée de Vincent (Toxine) (basse), Jean-Baptiste (JB) (guitare), et Nicolas « Nicko » Tritten (batterie). Cette nouvelle formation publie en janvier 2007 son premier album studio, Mourning Dawn. Suivent deux autres albums, For the Fallen (2009) et Les Sacrifiés (2014).

## Historique
Mourning Dawn est formé en 2002 comme one-man band par Laurent (Pokemonslaughter). Le groupe enregistre et publie très vite une démo éponyme à tirage très limité, qui revient régulièrement dans la scène metal underground française. L’année suivante, en 2003, il continue sur sa lancée avec la sortie d'une deuxième démo intitulée Straight to the Past. Encore une année plus tard, en 2004 sort une troisième démo intitulée The Freezing Hand of Reason, qui permettra au groupe d’obtenir un contrat avec le label TotalRust Music.
Dès octobre 2005, Mourning Dawn devient un groupe à part entière avec l'arrivée de Vincent (Toxine) (basse), Jean-Baptiste (JB) (guitare), et Nicolas « Nicko » Tritten (batterie). Jean-Baptiste quitte le groupe la même année et est remplacé par Fabien Longeot à la guitare. Nicko lui aussi quitte le groupe la même année, et est remplacé par Thomas « Thom » Rugolino. Cette nouvelle formation publie en janvier 2007 son premier album studio, Mourning Dawn, qui comprend huit chansons, et est limitée à 1 000 exemplaires. L'album est plutôt bien accueilli par l'ensemble de la presse spécialisée,. 
En janvier 2009, le groupe est annoncé au festival Rotomagus Doomicus Metallicus organisé du 9 au 10 avril à Rouen. En mai 2009, le groupe publie son deuxième album, For the Fallen, dont la couverture est réalisée par David Cragne (Blut aus Nord, Reverence), toujours publié chez Total Rust Music. Il est bien accueilli par la presse spécialisée, mais moins bien que son prédécesseur,. Le groupe est annoncé avec Ahab en concert en octobre 2009.
Après plusieurs années d'absence, le groupe revient en 2014 avec un troisième album intitulé Les Sacrifiés. 

## Style musical et thèmes
Le groupe se consacre à des thèmes tels que la guerre, la mélancolie et la dépression. Pour VS-Webzine, « le domaine de Mourning Dawn, c’est la Première Guerre mondiale, la Grande Guerre. »

## Membres

### Membres actuels
- Laurent (Pokemonslaughter) - chant, guitare (depuis 2002)
- Vincent (Toxine) - basse (depuis 2005)
- Fabien Longeot - guitare (depuis 2005)
- Nicolas Joyeux - batterie (depuis 2008)

### Anciens membres
- Jean-Baptiste (JB) - guitare (2005)
- Nicolas « Nicko » Tritten - batterie (2005)
- Thomas « Thom » Rugolino - batterie (2005-2008)